# Edith Mill
Pour les articles homonymes, voir Mill.
Edith Mill, nom de scène d'Edith Rosalia Martha Müll (née le 16 août 1925 à Vienne, morte le 10 novembre 2007 à Port Moody) est une actrice autrichienne.

## Biographie
Edith Mill est la fille de l'aubergiste Georg Müll. Formée comme comédienne de 1941 à 1943 au Séminaire Max-Reinhardt, elle était déjà apparue sur scène en 1934 (avec sa sœur) dans une pièce de conte de fées au Deutsches Volkstheater. Après une escale à Graz, où elle s'est donnée son nom de scène, elle retourne dans sa ville natale pour jouer des rôles au Burgtheater jusqu'en 1953. Elle incarne principalement des jeunes sentimentalistes.
À partir de 1949, l'actrice brune reçoit également des offres au cinéma, après une courte scène en 1943 dans le drame Gabriele Dambrone réalisé par Hans Steinhoff. Elle est la partenaire de Curd Jürgens cinq fois au total.
À Munich, elle rencontre le producteur de films Richard König (de), de 25 ans son aîné et qu'elle épouse en 1953. L'année suivante, elle apparaît pour la première fois dans un long métrage de son beau-frère Hans H. König, dont elle deviendra l'actrice principale préférée dans les années suivantes. En mars 1957, Mill est dans un accident de voiture dans lequel son jeune fils, Richard, est blessé. Elle-même souffre d'une lèvre fendue. Après des difficultés familiales, elle finit par se séparer de son mari, qui meurt en 1961. Avec le retrait de son beau-frère de l'industrie cinématographique en 1957, la carrière cinématographique de Mill stagne et elle se tourne vers la télévision. Cependant, sa participation est souvent limitée à des rôles de figuration ou à des apparitions en tant qu'invités. En 1959, équipée d'une perruque blonde, elle fait une courte mais marquante apparition dans le rôle de Lady Doringham dans l'adaptation d'Edgar Wallace Scotland Yard contre Cercle rouge, réalisé par Jürgen Roland.
En 1968, elle émigre au Canada, où elle devient professeur de yoga et guérisseuse.

## Filmographie
- 1949 : Hexen
- 1950 : Prämien auf den Tod
- 1950 : Schuß durchs Fenster
- 1950 : Cordula
- 1951 : Der schweigende Mund (de)
- 1951 : Wenn eine Wienerin Walzer tanzt
- 1951 : Gangsterpremiere
- 1952 : Haus des Lebens
- 1952 : Zwei Menschen
- 1953 : Le Moulin tragique
- 1954 : Geliebtes Fräulein Doktor
- 1955 : Der Fischer vom Heiligensee
- 1956 : Das Erbe vom Pruggerhof (de)
- 1956 : Zärtliches Geheimnis
- 1956 : Heiße Ernte
- 1957 : Jägerblut
- 1958 : Résurrection
- 1960 : Scotland Yard contre Cercle rouge
- 1960 : Le Héros de mes rêves
- 1960 : Le Pont du destin
- 1960 : Immer will ich dir gehören
- 1961 : Nora (TV)
- 1961 : Immer wenn es Nacht wird
- 1962 : Das Wunderkind Europas. Episoden um den jungen Mozart (TV)
- 1962 : Väter können keine Zöpfe flechten (TV)
- 1962 : Hauptgewinn 6 (série télévisée)
- 1963 : Barras heute
- 1963 : Kommissar Freytag (série télévisée, un épisode)
- 1963 : Aus meiner Waldheimat
- 1964 : Der Traum des Eroberers (TV)
- 1964 : Schwäbische Geschichten (série télévisée, épisode Das Kurtheater)
- 1964 : Die Tasse mit dem Sprung (TV)
- 1965 : Party im Zwielicht (TV)
- 1965 : Gewagtes Spiel (série télévisée, un épisode)
- 1965 : Zeitsperre (TV)
- 1965 : Stahlnetz : Nacht zum Ostersonntag (de) (série télévisée)
- 1967 : Bäume sterben aufrecht (TV)
- 1968 : Sherlock Holmes (série télévisée, épisode Das Haus bei den Blutbuchen)
- 1968 : Peter und Sabine
- 1968 : Hilfe, wir bauen (série télévisée, 8 épisodes)
- 1969 : Die Kramer (série télévisée, un épisode)